# Marcelino Sanz de Sautuola
Marcelino Sanz de Sautuola y Pedrueca (Santander, 2 de juny de 1831 - Santander, 30 de març de 1888). va ser un naturalista i prehistoriador espanyol, el descobridor científic de la cova d'Altamira.

## Orígens
Fill d'una família d'origen hidalgo i ben situada econòmicament, amb casa a Santander i finca pairal en la propera localitat de Puente San Miguel, va cursar els estudis de batxiller en Filosofia i Lletres entre 1845 i 1848, a l'Institut Provincial de Segon Ensenyament de Santander, seguits dels de Dret a la Universitat de Valladolid. Com que no li calia exercir la professió, es va dedicar, enquadrat dins de la rica burgesia comercial santanderina, a l'administració del patrimoni familiar i als estudis de ciències naturals, botànica i geologia, als quals era aficionat des de molt jove i als quals sumaria una mica més tard els de prehistòria.
En 1859 va rebre com a expositor un premi a l'"Exposició d'Agricultura, Ramaderia, Indústria i Belles arts de les províncies de Castella la Vella", que va tenir lloc a Valladolid, i en 1863 va plantar a la seva finca el primer exemplar d'eucaliptus, publicant en 1866, en el marc de l'Exposició Provincial de Santander, un informe sobre l'aclimatació d'aquest arbre a Cantàbria: Apuntes sobre la aclimatación del Eucaliptus globulus en la provincia de Santander.
Mentre complia funcions representatives en la Junta Provincial del Cens i la Comissió d'Alberedes i Passejos, o era vicepresident de la Lliga de Contribuents i vocal secretari de la Junta d'Obres del Port de Santander, s'anaven perfilant també els seus gustos per l'arqueologia i l'antropologia: en 1866 és nomenat membre corresponent de la Reial Acadèmia de la Història, i en 1872 vicepresident de la Comissió de Monuments de la Província de Santander.
La seva assistència a l'Exposició Universal de París (1878) — a la qual en principi concorria amb productes regionals — durant la qual va aprofitar per visitar el pavelló antropològic i observar materials prehistòrics similars als que coneixia i tenia en la seva petita col·lecció, va ser decisiva per a la nova i més important deriva dels seus interessos.
Al seu retorn de París, molt entusiasmat, inicia recerques i exploracions més sistemàtiques en coves càntabres com Revilla de Camargo i unes altres.
Va ser per aquella època quan Modesto Cubillas, aleshores parcer de les seves finques, li va informar que cap a 1868 havia descobert una cova que el podria interessar. Encara que l'havia visitat per primera vegada en 1875, va anar en l'estiu de 1879 quan, en una de les seves múltiples excursions, la seva filla María, de vuit anys, li va dir en mirar al sostre de la cova en la qual estaven "Mira, papà! Bous pintats!". Acabava de descobrir les pintures de la cova d'Altamira, considerada la „Capella Sixtina de l'art rupestre“.
L'any següent, 1880, Marcelino va presentar les pintures i les seves conclusions sobre ella i els altres materials en les seves Breves apuntes sobre algunos objetos prehistóricos de la provincia de Santander en què la seva làmina 3 mostrava un complet esquema de la volta natural amb les seves pintures. La publicació va causar un gran impacte, ja que no s'esperava els humans prehistòrics exhibissin un nivell cultural tan alt.
Autoritats en prehistòria, encapçalades per Gabriel de Mortillet i Cartailhac, van rebutjar que les pintures d'Altamira fossin obra de l'home prehistòric, arribant alguns, durant el congrés internacional de Lisboa de 1880, a acusar vetlladament d'haver estat pintades recentment. Consideraven que ni la tècnica, ni el color tan nítid malgrat els anys podien ser naturals. Entre els espanyols va haver-hi també detractors: Eugenio Lemus y Olmo, Ignacio Bolívar, Manuel Antón Ferrandiz, Eduardo Reyes y Próper, Ángel de los Ríos y Ríos (cronista de La Muntanya i il·lustre historiador), etc. En foren excepció el valencià Joan Vilanova i Piera, catedràtic de Paleontologia a la Universitat de Madrid, el més ferm defensor de l'autenticitat al costat de Sautuola, i del sevillà Miguel Rodríguez Ferrer, qui publicava en 1880 a La Ilustración Española y Americana un extens article avalant la veracitat de les pintures.

## Reconeixement

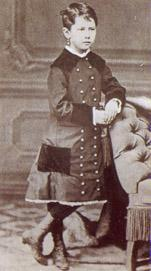
la seva filla, María Sanz de Sautuola y Escalante (1871-1946)

La reacció professional va ser majoritàriament negativa. Sengles informes de membres d'institucions de tant pes a Espanya com la Reial Societat Espanyola d'Història Natural i la Institució Lliure d'Ensenyament van rebutjar l'antiguitat prehistòrica de les pintures o, com a molt (en el cas de la segona), les van atribuir a soldats romans que s'haurien refugiat a la cova durant les guerres càntabres. Després d'un informe encarregat per Cartailhac a un dels seus col·laboradors, E. Herlé, que en 1881 va sentenciar que eren modernes, el cas es va considerar resolt, i les pintures d'Altamira no es van tornar a tenir en compte ni a citar, de tal forma que "l'obra mestra del primer Art va ser condemnada a l'ostracisme durant més de vint anys".
El reconeixement de la labor i perspicàcia de Marcelino Sanz de Sautuola no va començar a produir-se, lamentablement, fins a anys després. En 1895 es van descobrir els gravats de Cauna de la Mota, a Occitània, i els treballs de Henri Breuil van portar al descobriment d'altres manifestacions d'art rupestre parietal similars. Breuil va publicar els seus resultats en 1902, al Congrés de la Association Française pour l'Avancement des Sciences, confirmant l'autenticitat de les troballes d'Altamira. Posteriorment, el seu principal crític, Cartailhac, va publicar "Mea culpa d'un sceptique", reconeixent la seva equivocació i mostrant el seu respecte i admiració pel ja desaparegut erudit càntabre. Els va testimoniar a la seva família en una visita personal que per fi va realitzar a la cova, acompanyat de Breuil, el mateix any 1902.
Les modernes tècniques de datació científica han confirmat que les pintures de la cova d'Altamira van ser creades en un interval de temps entre 11.000 i 19.000 anys, i els descobriments de Sanz de Sautuola són una de les pedres angulars de l'estudi de l'art paleolític. Però Sanz de Sautuola, que havia mort 14 anys abans, no va viure per gaudir la restitució del seu honor, ni la posterior confirmació científica de les seves premonicions, com tampoc Vilanova, mort en 1893.
Amb el temps, la seva filla i descobridora de les pintures, María Sanz de Sautuola y Escalante en 1898 es va relacionar per matrimoni amb la família Botín, i seria àvia del banquer Emilio Botín (Emilio Botín Sanz de Sautuola y García de los Ríos), que fou president del Banco Santander.

## Altamira al cinema
El març de 2016 es va estrenar a Espanya el llargmetratge Altamira, pretesament biogràfic, de la productora Morena Films, dirigida per Hugh Hudson i protagonitzada per Antonio Banderas en el paper de Sautuola. La pel·lícula, patrocinada també pel Govern de Cantàbria i la Fundació Botín i rodada en anglès amb vista a la seva explotació exterior, no va assolir l'èxit previst a Espanya, almenys en la seva primera setmana d'exhibició.